# Purée de glands
La purée de glands est une préparation de base qui permet de réaliser divers mets : pâté, tarte sucrée, etc.
Le gland est le fruit du chêne. Il contient beaucoup de tanins et il est, de ce fait, très amer. La préparation de cette purée permet d'éliminer ce tanin et de rendre le gland comestible. Elle contient en moyenne 6 % de protéines et 65 % de glucides sous la forme d'amidon.